# Muránska Dlhá Lúka
Muránska Dlhá Lúka és un poble i municipi d'Eslovàquia que es troba a la regió de Banská Bystrica.

## Història
La primera menció escrita de la vila es remunta al 1357.

## Demografia
| Godina             | 1994 | 2004   | 2014    | 2024   |
| ------------------ | ---- | ------ | ------- | ------ |
| Nombre de persones | 722  | 782    | 894     | 938    |
| Diferència         |      | +8,31% | +14,32% | +4,92% |

| Godina             | 2023 | 2024   |
| ------------------ | ---- | ------ |
| Nombre de persones | 936  | 938    |
| Diferència         |      | +0,21% |